# Влада Цветка Рајовића

## Нова министарства
14/26. маја 1859. године је основана Главна војна управа, на чијем челу је био начелник, који је имао право да заступа војску у Скупштини и Влади, будући да је имао “сва права и обвезности попечитеља по струци војеној”. Главна војна управа била је подељена на три одељења: техничко, административно и економско. Фактички тада је створено пето министарство, које се из опреза према турској и страним силама другачије називало. Младен Жујовић пише да га је кнез поставио за војног начелника, “заповедивши да војска не буде више под влашћу попечитеља внутрени дела, но да ће јој он, Књаз, преко Начелника војске заповедати”. Потом је 22. октобра/3. новембра 1859. године установио Главну управу грађевина, чији је управитељ имао ранг и права министра, попут војног начелника. Било би то шесто министарство, које се делило на три одељења: инжињеријско, архитектонско и рачуноводствено.
Одавно се осећала нелогичност у споју правосуђа и образовања у оквиру једног министарства и једног министра, иако су послови били подељени. Предлог Савета да попечитељ правосудија не може поред својих редовних дужности извршавати и обавезе попечитеља просвете, а будући да су ове две струке важне и да се морају самостално развијати и унапређивати, кнез је прихватио, па је ово Министарство коначно подељено 21. октобра/2. новембра 1859. године. Тако је Влада Србије добила седмо попечитељство (које није дуго трајало, Кнез Михаило је 4/16. новембра 1860. године преименовао Попечитељство просвете у Управу просвете).

## Чланови владе
| Функција                                          | Слика             | Име и презиме       | Детаљи                                                  |
| ------------------------------------------------- | ----------------- | ------------------- | ------------------------------------------------------- |
| Представник књажевски и попечитељ иностраних дела |                   | Цветко Рајовић      |                                                         |
| Попечитељ внутрених дела                          |                   | Миливоје Јовановић  | до 22.6/4.7. 1859.                                      |
| Попечитељ внутрених дела                          |                   | Јеврем Грујић       | вршилац дужности, до 23.7/4.8. 1859.                    |
| Попечитељ внутрених дела                          |                   | Владислав Вујовић   | до 9/21.2. 1860.                                        |
| Попечитељ внутрених дела                          |                   | Ђорђе Миловановић   | привремено                                              |
| Попечитељ финансија                               |                   | Теодор Хербез       |                                                         |
| Попечитељ правосудија и просвештенија             |                   | Јевтимије Угричић   | до 3/15.10. 1859.                                       |
| Попечитељ правосудија и просвештенија             |                   | Димитрије Црнобарац | до 22.10/3.11. 1859. Попечитељство подељено на два      |
| Попечитељ правосудија                             |                   | Маринко Радовановић | Попечитељство одвојено 22.10/3.11.1859 — 9/21.2.1860.   |
| Попечитељ правосудија                             |                   | Јован Филиповић     | привремено, до 12/24.3. 1860.                           |
| Попечитељ правосудија                             |                   | Јеврем Грујић       | вршилац дужности, до 6/18.4. 1860.                      |
| Попечитељ правосудија                             | Матија Симић      |                     |                                                         |
| Попечитељ просвештенија                           |                   | Димитрије Матић     | Попечитељство одвојено 22.10/3.11.1859 — 20.3/1.4.1860. |
| Попечитељ просвештенија                           | Љубомир Ненадовић |                     |                                                         |
| Начелник Главне војне управе                      |                   |                     | положај установљен 14/26. маја 1859.                    |
| Управитељ Главне управе грађевина                 |                   |                     | положај установљен 22. октобра/3. новембра 1859.        |